# ماريا إميلي شنيتلاغه
ماريا إميليي سنيثليج (بالإنجليزية: Emilie Snethlage)‏ (و. 1868 – 1929 م) هي عالمة طيور، وأحيائية، وعالمة حيوانات من البرازيل، وألمانيا، ولدت في غرانزيه، كانت عضوةً في الأكاديمية البرازيلية للعلوم، توفيت في بورتو فاليو، عن عمر يناهز 61 عاماً.

## التعليم
تعلمت في جامعة فرايبورغ.